# ستيبنوغورسك
ستيبنوغورسك (بالروسية: Степногорск)، ستيبنوغو (بالكازاخية: Степногор)، هي مدينة كازاخية تقع في أوبليس أكمولا.قدر عدد سكانها 46401 نسمة في عام 2012.

## جغرافيا
تقع ستيبنوغورسك على بعد 135 كم من شمال أستانا و 196 كم إلى الجنوب الشرقي من كوكشيتو.

## تاريخ
تم إنشاء المدينة سرا في عام 1959 تحت أسماء تسيلينوغراد-25 (بالروسية: Целиноград-25) وماكينسك-2 (بالروسية: Макинск-2)، والبلدة هي مركز نووي وكيميائي حيوي. حصلت على وضع المدينة في عام 1964.

## السكان
شهدت ستيبنوغورسك انخفاض عدد السكان بشكل حاد بعد انهيار الاتحاد السوفياتي. بيد أنه استقرفي السنوات الأولى من القرن الحادي والعشرين.
| 1970* | 1979* | 1989* | 1999* | 2009* | 2012* |
| ----- | ----- | ----- | ----- | ----- | ----- |
| 25956 | 45794 | 58200 | 47372 | 46712 | 46401 |